# Pitcairnia membranifolia
Pitcairnia membranifolia är en gräsväxtart som beskrevs av John Gilbert Baker. Pitcairnia membranifolia ingår i släktet Pitcairnia och familjen Bromeliaceae.
Artens utbredningsområde är Costa Rica. Inga underarter finns listade i Catalogue of Life.